# Hà Chi
Hà Chi (tiếng Trung: 何祗; bính âm: Hé Zhī; ? – ?), tự Quân Túc (君肅), là quan viên nhà Quý Hán thời Tam Quốc trong lịch sử Trung Quốc.

## Thân thế
Hà Chi là người quận Thục thuộc Ích Châu, thuở nhỏ xuất thân nghèo khó. Hà Chi có thân hình to lớn vạm vỡ, tính tình rộng rãi phóng khoáng, thích ăn uống và thanh sắc, không biết tiết kiệm, nên bị nhiều người không thích. Bản thân Hà Chi có trí nhớ rất tốt, có lần Chi bảo người khác đọc một dãy số, nghe xong là nhớ ngay, đọc lại không sai một số.
Hà Chi từng nằm mơ thấy cây dâu mọc trong giếng, bèn đến hỏi người đoán mộng là Triệu Trực. Triệu Trực nói: Cây dâu không phải vật trong giếng, ắt phải dời đến chỗ khác; mà chữ tang là do bốn chữ thập ở trên hợp với một chữ bát ở dưới, tuổi thọ của ngài e rằng chẳng vượt qua ngần ấy (48 tuổi). Hà Chi cười: Được thế là đủ rồi.

## Cuộc đời
Khoảng 218–219, Hà Chi làm Môn hạ Thư tá cho Thái thú Thục quận là Dương Hồng. Dương Hồng thấy Hà Chi có tài, liền tiến cử làm quận lại, về sau làm đến quận thú. Trước đó bản thân Dương Hồng chỉ là Công tào cho Thái thú Kiền Vi Lý Nghiêm, nhờ Gia Cát Lượng phát hiện là nhân tài mà thăng quan tiến chức rất nhanh. Mọi người biết chuyện của Hồng và Chi, đều khâm phục Gia Cát Lượng biết trọng dụng người tài.
Hà Chi được thăng chức Đốc quân Tòng sự, quản lý hình ngục ở địa phương. Đương thời, Thừa tướng Gia Cát Lượng chấp chính, việc thực thi pháp luật rất nghiêm khắc. Thừa tướng nghe nói Hà Chi làm việc có phần buông tuồng, không mẫn cán chuyên cần, đến tận nơi để khảo sát. Hà Chi biết được, "đối phó" bằng cách thắp đèn đi gặp tù phạm, học thuộc hết các cáo trạng trong một đêm. Khi Gia Cát Lượng tra hỏi Chi đều trả lời rành rọt trôi chảy, đối đáp biện giải không hề bị ngắt, khiến Gia Cát Lượng rất kinh ngạc.
Sau đó, Hà Chi được bổ nhiệm làm Huyện lệnh Thành Đô, cũng kiêm luôn huyện Bì do chức đó đang khuyết. Hai huyện đông nhân khẩu và tình hình an ninh phức tạp. Mỗi lần thẩm vấn tội phạm, Hà Chi thường ngủ gật, nhưng sau khi tỉnh dậy là phát hiện được kẻ gian. Dân chúng thấy vậy rất sợ, nghĩ rằng Hà Chi có phép thuật lợi hại, từ đó không dám phạm pháp nữa.
Do người Di ở quận Vấn Sơn không yên ổn, triều đình cử Hà Chi đến làm Thái thú. Hà Chi cai quản Vấn Sơn rất tốt, giành được sự tin yêu của dân địa phương. Khoảng sau 223, Hà Chi được điều đến Quảng Hán, người Vấn Sơn nổi loạn, nói rằng nếu không được Hà Chi cai trị thì họ không phục. Bấy giờ Hà Chi đang gánh trọng trách ở Quảng Hán, không thể đổi lại nên triều đình đề bạt một tộc của Hà Chi làm Thái thú Vấn Sơn, lúc đấy dân tình mới tạm yên.
Trong khoảng 223–228, Hà Chi giữ chức Thái thú Quảng Hán, còn Dương Hồng khi đó vẫn làm Thái thú Thục quận. Mỗi lần hội triều, Hà Chi đều ngồi bên cạnh Hồng như là phụ tá, dù lúc này quan chức hai người ngang hàng. Dương Hồng nói đùa: Ngựa của ngài sao chạy nhanh thế? Chi cũng đùa lại: Ngựa của cố lại đâu dám chạy nhanh, chỉ vì minh phủ chưa ra roi thôi. Mọi người đều xem như trò vui. Đô úy Trương Ngực bị bệnh, trong nhà lại không có tài sản gì, nghe thanh danh tốt của Hà Chi, bèn đánh xe đến nhờ vả. Hà Chi bèn đem cả gia tài ra cứu giúp, mất vài năm mới đem bệnh chữa khỏi, xong lại tiến cử Ngực làm Nha môn tướng.
Cuối đời, Hà Chi giữ chức Thái thú Kiền Vi. Mất năm 48 tuổi, y như lời tiên đoán của Triệu Trực.

## Người kế nhiệm
Vương Ly (giản thể: 王离; phồn thể: 王離; bính âm: Wáng Lí; ? – ?), tự Bá Nguyên (伯元), người quận Quảng Hán, nổi danh nhờ tài cán. Ly làm Đốc quân Tòng sự, thực thi pháp luật công bằng xứng chức. Ít lâu sau, Vương Ly thăng chức Thái thú Kiền Vi thay cho Hà Chi. Ly quản lý có thành tích, dù tài trí không bằng Chi nhưng tài hoa văn chương thì hơn hẳn.